# Place Jean-Grandel
La place Jean-Grandel est un espace urbain situé sur la commune de Gennevilliers.

## Situation et accès
Elle est située dans le quartier du Village, circonscrit par la rue Pierre-Timbaud et la rue Félicie.

## Origine du nom
La place rend hommage à Jean Grandel, syndicaliste CGTU et militant communiste, maire de la ville de 1934 à 1939, fusillé par les nazis à Châteaubriant comme otage avec vingt-six autres détenus et militants, le 22 octobre 1941,.

## Historique

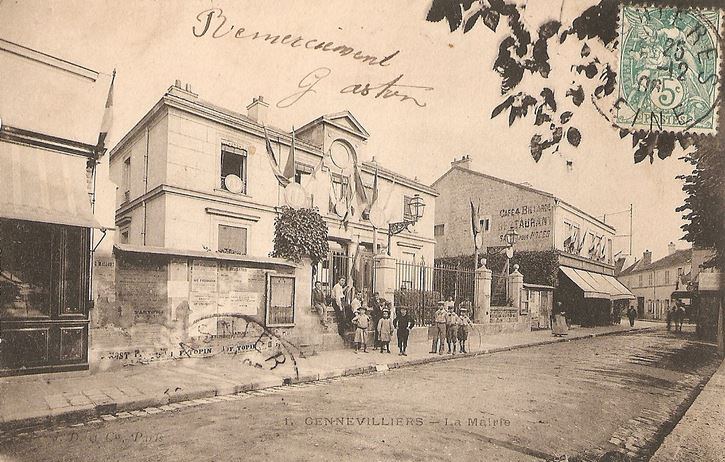
Gennevilliers, ancienne Mairie, aujourd'hui l'école des Beaux-Arts.

Cette place était initialement dénommée « place de l'Église » car elle était située sur le terrain  de l'église Sainte-Marie-Madeleine et juste à côté de cette dernière.
À partir de la révolution, elle est nommée « place de la Mairie », en raison de la mairie qui y était située et de la réaffectation du terrain à la municipalité, à la suite notamment du déplacement des cimetières hors des villes. Le bâtiment de cette ancienne mairie est toujours présent.
La place prend sa dénomination actuelle en 1944, à la suite de la Libération de la France, en hommage à Jean Grandel, fusillé comme otage en 1941.

### Aspect contemporain

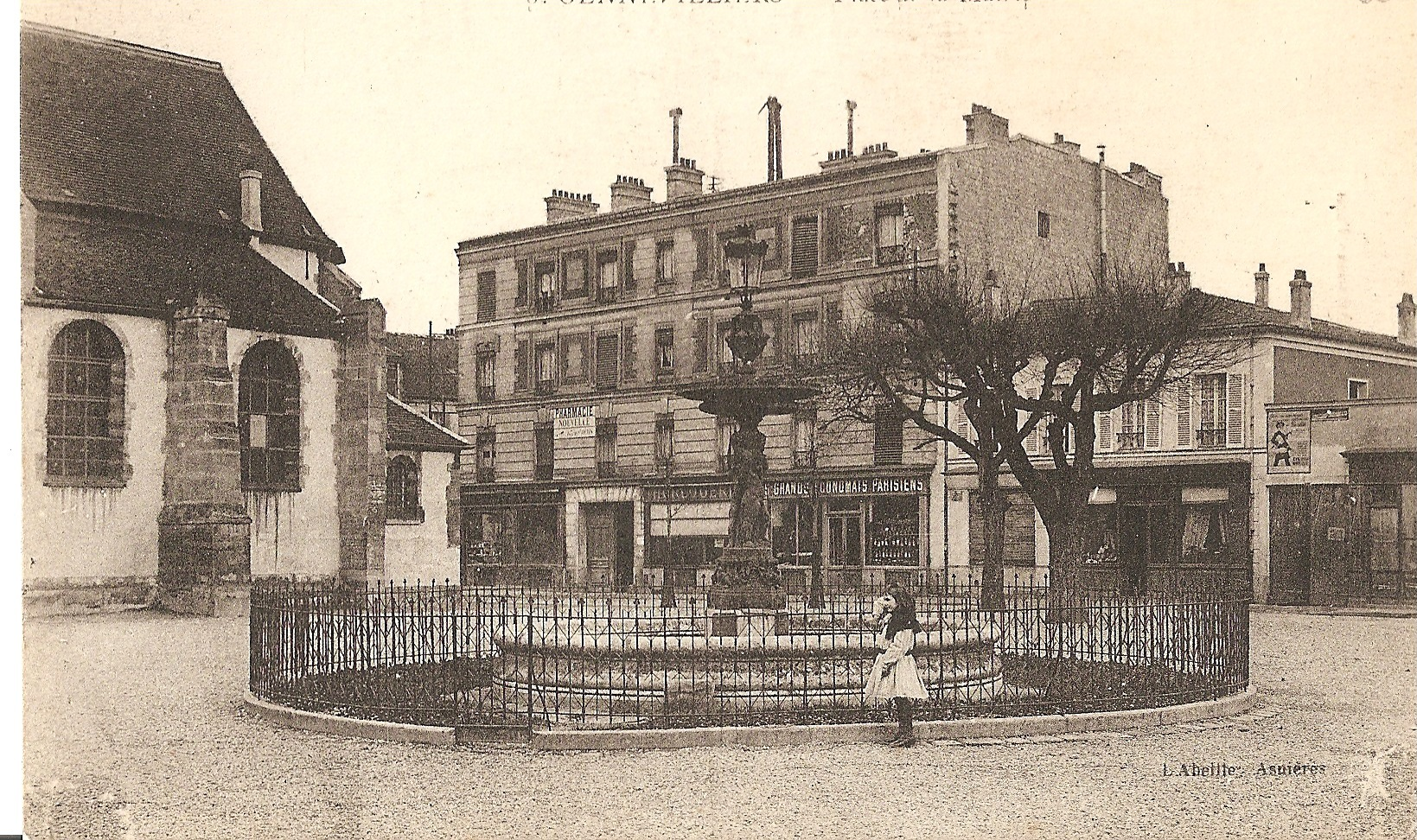
La fontaine sise place de la Mairie. Le bec de gaz y est clairement visible.

Lors de la construction de l'église en 1650, un terrain donné au clergé servit de cimetière pendant deux siècles, jusqu'à la loi du 23 prairial an XII (21 juin 1804) qui interdit l'inhumation intra-muros et attribua les anciens cimetières à l'espace communal.
À la fin du XIXe siècle, est installée sur la place une fontaine de fonte, surmontée d’un bec de gaz, offerte par la ville de Paris. Au début de la Seconde Guerre Mondiale, des abris antiaériens y sont creusés, et cette fontaine est déplacée dans le square rue de la Paix (rue Dubost). Elle n'a jamais été retrouvée.
Après avoir servi des années 1960 à 2011 de parking gratuit à ciel ouvert, la place Jean-Grandel a retrouvé en 2012 un aspect plus agréable avec sa transformation complète. Une fontaine dite « sèche » y a été installée, équipée de jeux de lumières fonctionnant par leds.
Au 8 de la Place Jean-Grandel, se situe la Maison de la Circonscription, permanence de l'ancien député Alexis Bachelay.

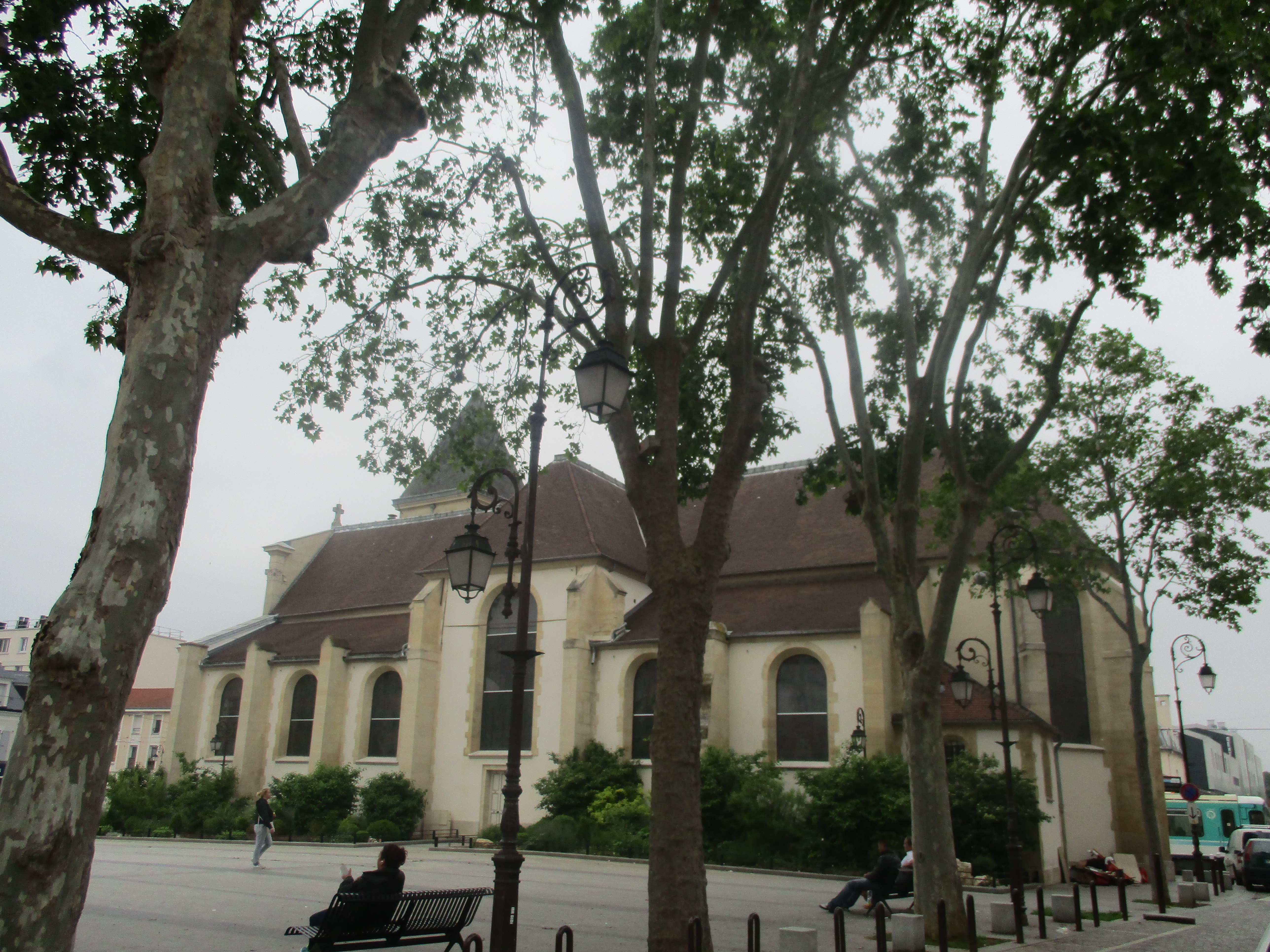
Côté Sud de l'église donnant sur la place.
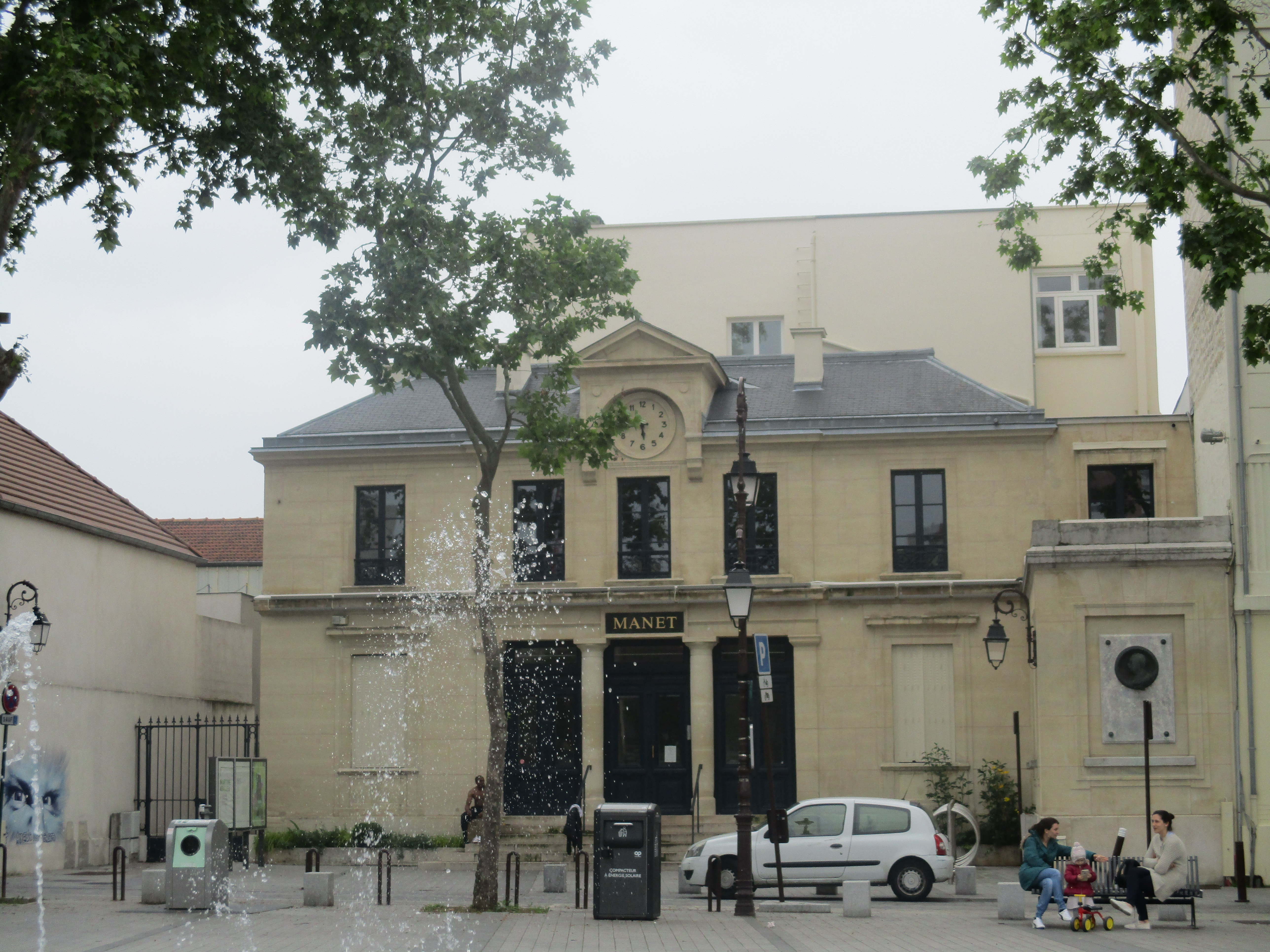
École Manet.
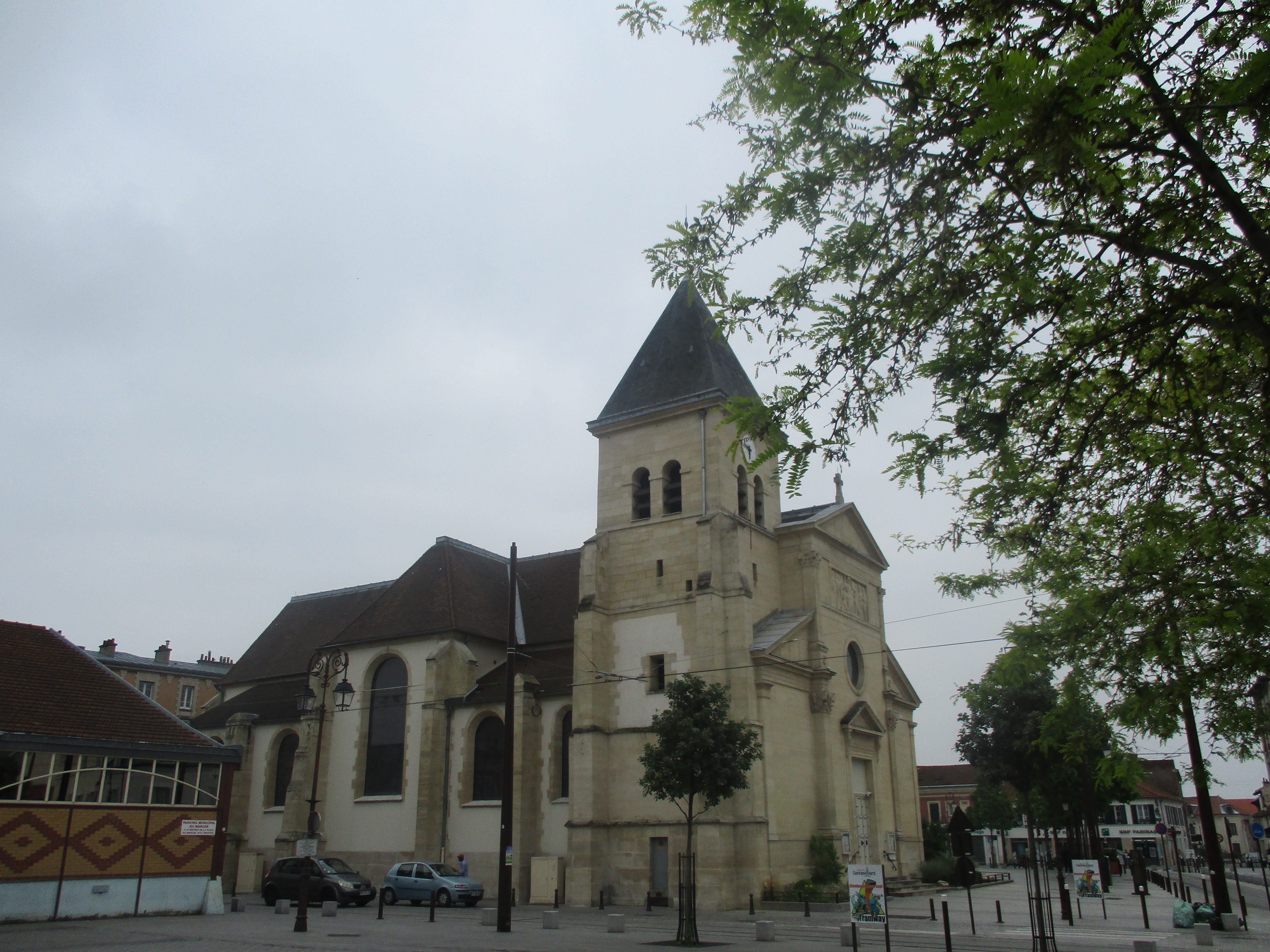
Côté Nord de l'église.